# Beskjutningen av Jugoslaviens ambassad 1971
Beskjutningen av Jugoslaviens ambassad 1971 var ett skottdrama vid Jugoslaviens ambassad i Stockholm som inträffade den 7 april 1971. Gärningsmännen var två kroater med kopplingar till efterkrigstidens Ustaša-rörelse som verkade i delar av Europa som Tyskland, England och Sverige där de begick mord och utförde bombdåd och andra attentat. Vid händelsen skadades ambassadör Vladimir Rolović, som senare avled till följd av skadorna.

## Händelseförloppet

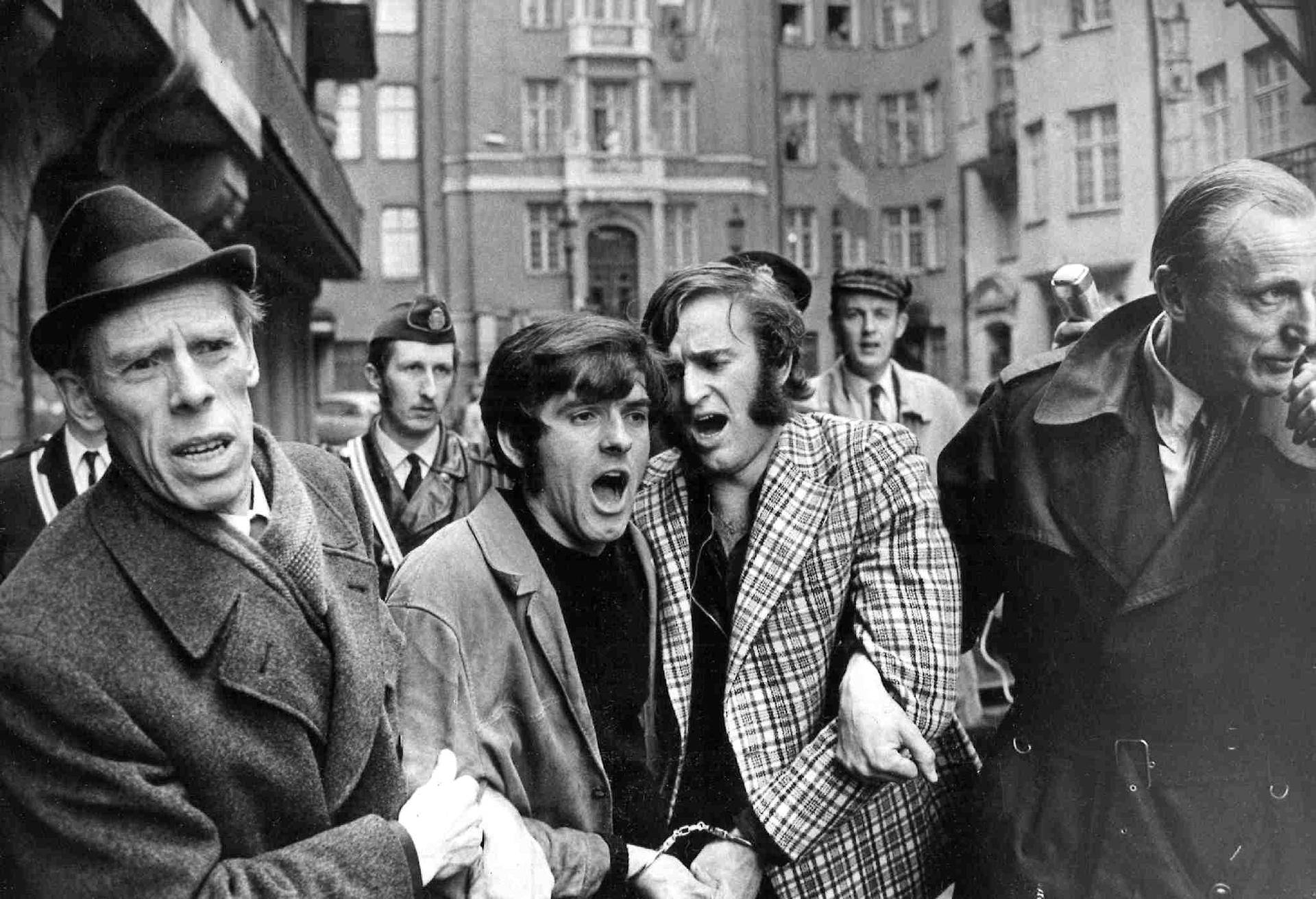
Gärningsmännen gripna av polisen.

De två gärningsmännen, Miro Barešić och Anđelko Brajković, 20 respektive 22 år gamla, tog sig in i ambassaden på Strandvägen, Stockholm, morgonen den 7 april, efter att ha kört dit i en bil tillsammans med tre andra kroater. Inne på ambassaden uppehöll de sig vid en pulpet i väntrummet. De hade innan dess frågat om blanketter för ansökan om sjömanspass, troligtvis för att inte väcka misstankar.
När Barešić och Brajković såg att ambassadör Rolović hade anlänt och tagit av sig sin ytterrock i receptionen, drog de två männen sina pistoler. Barešić skrek "vi är beväpnade!" och slog Rolović över ansiktet med pistolen, trängde in Rolović i dennes arbetsrum och blockerade dörren. Därefter slogs ambassadören återigen över axeln av Barešić och tvingades ned i en stol. De två männen band ambassadören i stolen i armar, ben och kropp och drog ett tjockt läderskärp runt hans hals så att han skulle kvävas av sitt blod. Först avfyrades två skott inne i rummet, ett tredje skott som gick genom dörren träffade ambassadsekreterare Mira Stempilhar, och därefter avlossades ytterligare flera skott. Ambassadören hade träffats av pistolkulor i både ansiktet och magen. Enligt utredningarna efter mordet var det Brajković som tog upp sin pistol, satte den i ambassadörens mun och avlossade ett skott när Barešić såg att polisen närmade sig. Barešić tog även upp ett porträtt av Tito som han sedan kastade ut genom fönstret.
Medan de var inne på Vladimir Rolovićs kontor gick de också ut till en av balkongerna och tittade ut genom fönstren, under vilka folkmassor, media och räddningstjänst nu hade samlats. Enligt Barešićs utsagor i polisens vittnesmål samt Brajkovićs egna intervjuer med utredarna, gick Brajković ut på balkongen och urinerade på sina händer för att få bort blodet han fick på sig efter att ha bundit fast Rolović i stolen.
Polisen stormade ambassaden omedelbart och lyckades övertala gärningsmännen att lägga ner sina vapen och låta sig gripas. De kastade ut sina pistoler genom dörren, greps, fördes ut och utanför byggnaden skrek de båda männen "Länge leve Ante Pavelić!" och "Leve den Oberoende staten Kroatien!" 
Ambulansmän förde ut de skadade efter dådet. De båda andra som blev beskjutna överlevde, men ambassadör Rolović avled den 15 april av de skador han fått. En ambassadtjänsteman skadades av glassplitter när han hoppade ut genom ett fönster från byggnaden. 
Tre andra kroater greps senare, bland annat när en av gärningsmännens kompanjoner besökte en polisstation för att försöka få reda på vart gärningsmännen hade tagits, två för delaktighet och en för att ha organiserat händelsen.

## Efterdyningar och motiv
Beskjutningen ledde till en diplomatisk kris mellan Sverige och Jugoslavien. Omkring 40 000 jugoslaver levde vid den tiden i Sverige, flera av dem i skräck för Ustaša. Även den jugoslaviske konsuln i Malmö uppgavs leva under en dödsdom av Ustaša, som skulle verkställas den 10 april. Denne lämnade Sverige den 9 april för att återvända hem till Belgrad. Den 10 februari tidigare samma år hade två kroater ockuperat det jugoslaviska konsulatet i Göteborg. Den jugoslaviske utrikesministern Tepavac krävde med anledning av våldsdåden att Sverige skulle ombesörja dessa jugoslavers trygghet med kraftåtgärder. Om inte skulle detta leda till allvarliga konsekvenser för relationen mellan länderna, meddelade Tepavac. I jugoslaviska tidningar höjdes röster om att gärningsmännen skulle dömas till döden. Kroatiska sympatisörer till attentatsmännen i Sverige uttalade stöd åt dessa och mordhotade Olof Palme. [källa behövs]
Som en direkt följd av beskjutningen skärpte Sveriges regering den 13 april samma år straffet för olaga vapeninnehav och tillät ökad husrannsakan. Utlänningar som dömts för vapenbrott utvisades efter avtjänat straff, en påföljd som beskjutningen resulterade i.
Den jugoslaviska säkerhetstjänsten har alltid hävdat att Ante Stojanov i själva verket var hjärnan bakom attentatet och den senare flygkapningen. Detta styrks av journalisters efterforskningar, såsom svensk-kroatiske journalisten Tonchi Percan som flera år senare studerade förundersökningen i Stockholm djupgående och fann tydliga bevis för att attentatet redan från början var ett planerad mord (och inte ett gisslantagande som "gick snett" som svenska utredare och åklagare trodde och som de endast hade fått i uppgift av gärningsmännen själva), samt talade med Ante Stojanov som då avslöjade mer information än som tidigare varit känt, bland annat verifierade han för Percan att det aldrig fanns en plan att ta ambassadör Rolović som gisslan, utan planen var från start att mörda ambassadören som hämnd för att Jugoslaviens hemliga polis lönnmördat Maks Luburić, en eftersökt Ustasja-krigsbrottsling som dödades i exil i Francos Spanien. De flesta media i forna Jugoslavien och böcker går numera på linjen att Baresic, hans kompanjon och deras grupp planerade mordet med uppsåt då bland andra Tonchi Percan i sin forskning upptäckte i förundersökningen att på brottsplatsen hade Baresic ställt ett foto av Luburićs lönnmördare, Ilija Stanić (en agent i Titos hemliga polis UDBA) på ambassadörens skrivbord som ett budskap till Tito att detta var en hämnd för lönnmordet på Luburić. Det har spekulerats som trovärdigt att när Baresic och hans kompanjoner i häkte förstod att svensk polis ej uppfattat fotot eller det riktiga mordmotivet under utredningen, så hittade de på att det hela varit en planerad kidnappning som gått fel, i ett försök att få mildare domar, något som ändå misslyckades då de båda fick livstid.
Rättegången mot de fem kroaterna inleddes den 28 juni i Stockholm. På grund av bombhot och det politiska läget, blev rättegången den mest bevakade dittills i den svenska historien. De båda kroater som befunnit sig i ambassaden och utfört beskjutningen, dömdes den 14 juli till livstids fängelse, vilket fastställdes av Svea hovrätt den 24 september. De tre övriga dömdes av Svea hovrätt till 6 år, 1,5 år respektive 1,5 års fängelse.
Ur en intervju med gärningsmannen Brajković:

Utredare: When you tied the ambassador's mouth with a tie, did you soil yourself with blood?

Brajković: No, only while I was tying him up.

Utredare: Did anyone tell you to tie the ambassador up?

Brajković: No, nobody told me anything. I told him to lie still but he didn't want to do that. I suppose he didn't understand me. He moved around a bit, so I tied him up.

Utredare: How did you tie him up?

Brajković: I took a nylon rope, tied both of his legs and an arm. I was covered with blood after that because he was bleeding all over. After that I went to the window, pissed on my bloody hands and wiped them with the curtains. I went back to the center of the room and tried to make a phone call. All this time, Miro was guarding the door. When I came back I fired another bullet...

Vid flygkapningen på Bulltofta 15 september 1972 fritogs de fem dömda samt de två som utfört ockupationen i Göteborg, och fördes till Spanien, utom en som vägrade lämna Sverige.
Terroristlagen, som antogs av Sveriges riksdag 1973, var en direkt följd av denna beskjutning och av flygkapningen.